# اليهارى (حبيش)

تعديل مصدري - تعديل

اليهارى محلة تابعة لقرية النقطة، التابعة لعزلة الناحية بمديرية حبيش إحدى مديريات محافظة إب في الجمهورية اليمنية. بلغ تعداد سكانها 62 حسب تعداد اليمن لعام 2004.